# Rokle
Rokle település Csehországban, Chomutovi járásban. Rokle Vilémov, Březno, Chbany és Kadaň településekkel határos. Lakosainak száma 448 fő (2024. január 1.).

## Népesség
A település lakosságának változását az alábbi diagram mutatja:
| Lakosok száma | 644  | 667  | 654  | 365  | 220  | 268  | 268  | 327  | 388  | 448  |
|               | 1869 | 1900 | 1921 | 1961 | 1980 | 2011 | 2016 | 2019 | 2021 | 2024 |